# Nowe Grochale
Nowe Grochale (prononciation : [ˈnɔvɛ ɡrɔˈxalɛ]) est un village polonais de la gmina de Leoncin dans le powiat de Nowy Dwór Mazowiecki de la voïvodie de Mazovie dans le centre-est de la Pologne.
Il se situe à environ 8 kilomètres au sud-ouest de Nowy Dwór Mazowiecki (siège du powiat) et à 35 kilomètres au nord-ouest de Varsovie (capitale de la Pologne).
Le village compte approximativement une population de 560 habitants en 2008.

## Histoire
De 1975 à 1998, le village appartenait administrativement à la voïvodie de Varsovie.